# Gewebespende
Die Gewebespende bezeichnet das zur Verfügung stellen von Geweben eines lebenden oder verstorbenen Menschen zur Transplantation. Die Spende und Transplantation von menschlichem Gewebe regelt in Deutschland seit 2007 das Gewebegesetz, bei Blutprodukten seit 1998 das Transfusionsgesetz.

## Abgrenzung zur Organspende
Im Gegensatz zur Organspende ist für den Empfänger einer Gewebespende anschließend in der Regel keine immunsuppressive Therapie erforderlich. Die Gewebeentnahme kann im Gegensatz zur Organentnahme im Rahmen einer Organspende auch nach dem endgültigen Tod eines Menschen erfolgen, so dass die Diagnose des Hirntodes nicht erforderlich ist. Organisatorisch sind andere Organisationen verantwortlich: Während in Deutschland im Bereich Organspende entsprechend § 11 TPG Transplantationsgesetz ausschließlich eine zentrale Koordinierungsstelle zuständig ist (Deutsche Stiftung Organtransplantation), ist für den Bereich Gewebespende kein vergleichbares Einzelmandat seitens des Gesetzgebers vorgesehen (Gewebegesetz). Im Gegensatz zur Organspende gibt es verschiedene gemeinnützige und kommerzielle Einrichtungen, die auf dem Gebiet der Gewebespende, der Aufbereitung der gespendeten Gewebe und deren Verteilung an klinische Anwender tätig sind. Diese Einrichtungen unterscheiden sich sehr hinsichtlich ihrer Ausrichtung auf eine lokale, regionale oder sogar überregionale Versorgung, hinsichtlich der jeweils einbezogenen Gewebearten (u. a. Augenhornhäute, Knochen, Herzklappen) und der gesetzlichen Grundlagen, auf denen diese Arbeit erfolgt (z. B. § 21a AMG (Genehmigung) vs. § 21 AMG (Zulassung)).
Es gibt somit sowohl auf Empfänger- und Spenderseite, als auch auf medizinisch-betreuender Seite deutliche Unterschiede zwischen Gewebe- und Organspenden. Auch die Zustimmung zu diesen Verfahren muss nach dem Tod unabhängig voneinander erfolgen, sei es im Rahmen einer eigenen Erklärung oder durch das Schließen auf den mutmaßlichen Patientenwillen mit Hilfe der Angehörigen.

## Voraussetzungen

### Transplantierbare Gewebe
Zur Sicherung der Patientenversorgung werden derzeit u. a. Augenhornhäute, Amnion (äußere Eihülle der mütterlichen Plazenta), Haut, Knochen, Bindegewebe und Sehnen sowie Herzklappen und Blutgefäße gespendet. Diese Gewebe werden ausschließlich von speziell geschulten, erfahrenen Mitarbeitern entnommen. Jeder Spender wird zum Schutz des potenziellen Transplantatempfängers einer Risikoanalyse unterzogen, bei der eine potenzielle Übertragung mit Infektionen oder bösartigen Erkrankungen bewertet wird.

#### Augenhornhaut
Bei der Hornhautspende werden die Augäpfel oder die Sclera entnommen. Eine Entnahme ist bis zu 72 Stunden nach dem Tod möglich. Anschließend wird eine Prothese eingesetzt. Äußerlich ist die Entnahme nicht zu erkennen. Eine Abschiednahme vom Verstorbenen ist ohne Einschränkungen möglich.

#### Amnion
Das Amnion wird aus der mütterlichen Plazenta gewonnen. Es ist ein Teil der Fruchtblase. Die Plazentaspende ist eine Lebendspende. Zur Reduktion des Kontaminationsrisikos ist eine Amnionspende, wenn die Gewebe keinem validierten Sterilisationsverfahren unterzogen werden, nur im Rahmen einer geplanten Kaiserschnittgeburt möglich. Bei Anwendung eines validierten Sterilisationsverfahrens durch die prozessierende Gewebebank, kann die Amnionspende auch im Rahmen eines klassischen Geburtsvorganges gewonnen werden. Die Amnionmembran wird u. a. in der Augenheilkunde zur Behandlung von Oberflächendefekten an der Bindehaut und der Hornhaut des Auges eingesetzt sowie zur temporären Abdeckung von Verbrennungswunden bei Kindern und Jugendlichen, bei Wundheilungsstörungen, in der Mund-Kiefer-Chirurgie und der gynäkologischen Chirurgie verwendet.

#### Blut
In einer Bluttransfusion können einzelne Blutkomponenten übertragen werden, Vollblutspenden erfolgen kaum noch. Die Entnahme erfolgt von lebenden Spendern.

#### Herzklappen und Blutgefäße
Die Spende von Herzklappen erfolgt überwiegend im Rahmen von Organspenden oder Herztransplantationen (Herz-Lebendspende). Für eine Herzklappenspende kommen nur Herzen in Frage, die aufgrund von Vorerkrankungen nicht für eine Ganzorgantransplantation verwendet werden können bzw. im Rahmen einer Herztransplantation ersetzt werden. In der Gewebemedizin werden sowohl Pulmonal- als auch Aortenklappen benötigt.
Gefäßspenden, die nicht zur Transplantation von Organen benötigt werden, haben in der Gewebemedizin eine zunehmende Relevanz. Humane Arterien- oder Venentransplantate werden häufig bei Notfalloperationen eingesetzt.

#### Knochen und Haut
Knochen- und Weichteilgewebe können sowohl von Lebendspendern (z. B. Femurköpfe im Rahmen einer Gelenkersatzoperation) als auch von Verstorbenen gespendet werden. Entnommen werden die Knochen der Extremitäten, der Beckenkamm, Rippenknorpel sowie Sehnen, Bänder und Haut.

### Altersgrenzen
Gemäß § 2 Abs. 2 Satz 3 des Transplantationsgesetzes können Personen ab dem vollendeten 16. Lebensjahr eigenständig in eine Organ- und Gewebespende einwilligen oder die Übertragung der Entscheidung auf Dritte wirksam erklären sowie ab dem vollendeten 14. Lebensjahr einer Organ- und Gewebespende widersprechen.
Eine Höchstaltersgrenze für die Gewebespende existiert nicht. Hornhautspenden sind bis ins hohe Alter möglich, eine Herzklappenspende in der Regel bis zum 65. Lebensjahr. Knochen können bis ins hohe Alter gespendet werden, Haut bis zum 75. und Weichteilgewebe (Sehnen, Bindegewebe) bis zum 65. Lebensjahr. Entscheidend ist dabei der Zustand der Gewebe. Ihre Eignung zur Transplantation muss im Einzelfall medizinisch geprüft werden.

### Gewebespende nach dem Tod
Gewebespenden stammen in der Regel von Verstorbenen. Es gibt nur wenige Möglichkeiten der Lebendspende. Voraussetzungen für die postmortale Gewebespende sind die Todesfeststellung nach den Richtlinien der Bundesärztekammer und die Einwilligung des Verstorbenen bzw. die Zustimmung der Angehörigen im Sinne des Verstorbenen. Ferner muss der Verstorbene aus medizinischer Sicht als Spender geeignet sein.
Jeder Organspender kann zusätzlich Gewebe spenden. Doch die Gewebespende ist nicht wie die Organspende an den Hirntod gebunden. Gewebe können gewebeabhängig bis zu drei Tage nach Herz-Kreislaufstillstand gespendet werden. Rund 80 Prozent aller im Krankenhaus Verstorbenen kommen aus medizinischer Sicht für eine Gewebespende in Frage.
In Deutschland gilt die erweiterte Zustimmungslösung, d. h. die Zustimmung zur Gewebespende kann zu Lebzeiten z. B. in einem Organspende Ausweis dokumentiert werden. Liegt bei einem Verstorbenen keine dokumentierte Entscheidung vor, müssen die Angehörigen nach dem mutmaßlichen Willen des Verstorbenen entscheiden.
Wurde eine Gewebespende durchgeführt, können die Angehörigen in der von ihnen gewünschten Weise Abschied von dem Verstorbenen nehmen. Nach der Entnahme wird der Leichnam in würdevoller Weise und unter Achtung der Ethik und Pietät rekonstruiert. Entstellende äußere Veränderungen des Verstorbenen sind nicht zu befürchten. Nach einer Augenhornhautspende wird eine Prothese oder eine Kontaktlinse eingesetzt. Die durchgeführte Gewebeentnahme ist äußerlich nicht erkennbar. Der Leichnam kann aufgebahrt werden und die Bestattung wie gewünscht stattfinden.
Gewebetransplantate werden in der Regel nicht direkt auf einem Empfänger übertragen. Sie werden in einer Gewebebank speziell aufbereitet. Diesen Vorgang nennt man Prozessierung. Während dieses Be- und Verarbeitungsprozesses werden die Gewebe nach vorab definierten Qualitätskriterien umfassend untersucht. Die Gewebebanken bewahren anschließend die Gewebe auf und geben sie auf Anfrage an klinische Anwender (das Klinikum bzw. den Operateur) ab. Im Einzelnen werden die Grundlagen der verschiedenen Herstellungsverfahren in der Arzneimittel- und Wirkstoffherstellungsverordnung sowie in den Richtlinien der Bundesärztekammer und den Fachverbänden geregelt.

### Ablauf
Eine Gewebespende besteht in der Regel aus folgenden Einzelschritten:
- Todesfeststellung
- Klärung der medizinischen Indikation bzw. Kontraindikation
- Klärung des Willens des Verstorbenen
- Spendermeldung an eine Gewebeeinrichtung
- Gewebeentnahme
- würdevolle Versorgung des Verstorbenen
- serologisches Screening (Untersuchung Blut/Plasma) zum Ausschluss übertragbarer Infektionskrankheiten, z. B. HIV
- Aufbereitung, d. h. u. a. Sterilisation, Konservierung, Verpackung der Gewebespenden in den Räumlichkeiten der Gewebebank
- Vermittlung der Gewebe an einen Empfänger und Transplantation
- auf Wunsch – Rückmeldung mit Dank an die Angehörigen des Spenders[8]

### Kontraindikation
Bestimmte Erkrankungen des Verstorbenen führen zu einem Ausschluss von der Gewebespende. Um eine Übertragung von bestimmten Viren auf den Transplantatempfänger zu verhindern, werden Gewebe von Verstorbenen mit nachgewiesenen Infektionen wie z. B. HIV, Hepatitis B und Hepatitis C von der Transplantation ausgeschlossen.

### Lebend-Gewebespende
Gewebespenden erfolgen überwiegend postmortal. Nur wenige Gewebe können vor dem Tod entnommen werden. Die häufigste Form der Lebendspende ist die Blutspende. Aber auch bei im Rahmen von Hüftoperationen gewonnenen Hüftköpfen ist eine Weiterverwendung von Gewebe möglich. Hieraus werden in einer Knochenbank Knochentransplantate hergestellt. Bei Herztransplantationen können teilweise aus dem entnommenen Herz des Patienten Herzklappen gewonnen werden. Auch die Amnionspende ist eine Lebendspende. Sie wird der Spenderin im Rahmen einer geplanten Kaiserschnittgeburt entnommen. Bei allen Lebendspenden ist eine schriftliche Einwilligung des Patienten erforderlich. Der Spender muss volljährig und einwilligungsfähig sein.

## Gesetzliche Regelungen

### Gewebegesetz
In Deutschland wurde am 20. Juli 2007 das Gewebegesetz erlassen. Es führt Regelungen zur Gewebespende u. a. in das Transplantationsgesetz (TPG) und das Arzneimittelgesetz (AMG) ein. Die Gewebeentnahme und -aufbereitung sind über das AMG geregelt. Rechtliche Fragen der Gewebespende wie die Aufklärung, das Einholen der Einwilligung sowie das Gewebehandelsverbot sind im TPG verankert. Alle an der Gewebespende beteiligten Institutionen handeln strikt auf diesem rechtlichen Fundament. Sie werden durch Bundes- und Landesbehörden kontrolliert.

### Erweiterte Zustimmungslösung
In Deutschland gilt die erweiterte Zustimmungslösung. Sie ist gesetzlich im Transplantationsgesetz in der Fassung vom 1. Dezember 1997 verankert. Demnach dürfen Gewebe eines Toten nur entnommen werden, wenn entweder der Verstorbene zu Lebzeiten einer Gewebespende zugestimmt hat oder die nächsten Angehörigen der Entnahme zustimmen. Liegt keine schriftliche Erklärung des Verstorbenen zur Gewebespende vor, werden die Angehörigen gefragt, ob sich der Verstorbene zu Lebzeiten zu diesem Thema geäußert hat. Ist ihnen die Einstellung des Verstorbenen nicht bekannt, werden sie gebeten, dem mutmaßlichen Willen ihres Angehörigen folgend in seinem Sinne zu entscheiden. Dies muss schriftlich dokumentiert werden. In der Schweiz gilt die erweiterte Zustimmungslösung ebenfalls. Sie ist im Art. 8 des Transplantationsgesetzes verankert.
Darüber hinaus gilt das Gebot der Einzügigkeit: Kommen mehrere Organe bzw. Gewebe für eine Spende in Betracht, soll demnach die Einholung der Zustimmung zusammen erfolgen. Eine doppelte Belastung der Angehörigen wird damit vermieden.

### Vorrang der Organspende
Es ist gesetzlich festgeschrieben, dass die Organspende Vorrang vor der Entnahme von Geweben hat. Dies bedeutet, dass eine Organspende durch eine Gewebeentnahme nicht beeinträchtigt werden darf. Da eine Gewebespende auch bei Organspendern möglich ist, ist diese erst zulässig, wenn eine von der Koordinierungsstelle beauftragte Person dokumentiert hat, dass eine Organspende nicht möglich ist oder diese durch die Gewebeentnahme nicht beeinträchtigt ist.

### Handelsverbot
Das Transplantationsgesetz (§ 17 TPG) hat ein Handelsverbot für Organe und Gewebe festgeschrieben, die zur Transplantation bestimmt sind. Es ist somit verboten, mit ihnen Handel zu betreiben. Dieses Verbot schließt neben den vermittlungspflichtigen Organen auch die herkömmlichen Gewebetransplantate wie Augenhornhäute, Herzklappen und Blutgefäße ein, weil diese mit nicht-industriellen, aber bekannten Verfahren hergestellt werden. Ausgenommen von der Regelung sind jedoch Arzneimittel, die aus Organen oder Geweben hergestellt wurden und im Sinne des Arzneimittelgesetzes einer Zulassung nach § 21 bedürfen.
Das Handelsverbot verbietet nicht die Erstattung von Aufwendungen, die im Rahmen einer Organ- oder Gewebespende entstanden sind. Dies sind beispielsweise Kosten für die Entnahme, die Aufbereitung in einer Gewebebank oder den Transport von Geweben.

## Statistik

### Gewebespenden
Das Bundesministerium für Gesundheit hat im Jahr 2010 erstmals einen Bericht über die Situation der Versorgung der Bevölkerung mit Gewebe und Gewebezubereitungen vorgelegt. 2014 gab es dann den zweiten Bericht des Bundesgesundheitsministeriums. Beide enthalten jedoch keine konkreten Daten zu den in Deutschland gespendeten oder transplantierten Geweben. Die Angaben beruhen weiterhin auf Schätzwerten. Die Deutsche Gesellschaft für Gewebetransplantation (DGFG) veröffentlicht jährlich die im Rahmen ihres Netzwerkes gespendeten und zur Transplantation vermittelten Gewebe. Diese Daten stellen jedoch nur einen Teil der Gewebespenden in Deutschland dar.

### Gewebetransplantation und Bedarf
Die Gewebetransplantation wird heute bei den unterschiedlichsten Krankheitsbildern eingesetzt, wenn es keine andere Therapiemöglichkeit gibt. Sie ermöglicht schwerkranken Menschen den Weg zurück ins Leben und beendet lange Phasen des Leidens. Patienten können dank einer Spenderhornhaut wieder sehen, werden durch ein Blutgefäßtransplantat vor dem Tod oder vor Amputation bewahrt, erhalten nach einer Knochenspende ihre Mobilität zurück oder gewinnen mit einem Herzklappentransplantat wertvolle Lebensjahre. Gewebetransplantationen werden in zahlreichen medizinischen Zentren in Deutschland durchgeführt.
Augenhornhaut: In Deutschland werden jährlich rund 6.000 Augenhornhäute transplantiert. Weltweit sind es jährlich über 100.000 Operationen. Empfänger sind Menschen, deren Hornhaut sich krankhaft verändert hat oder schwer verletzt wurde. Auch Patienten, die Narben durch Infektionen des Auges davongetragen haben, gehören dazu. Auslöser dafür ist häufig eine Herpesinfektion. Hornhauterkrankungen, die eine Transplantation notwendig machen, können angeboren oder altersbedingt sein. Auch nach operativen Eingriffen kann es zu Veränderungen der Hornhaut kommen.
Amnion: Der genaue Bedarf an Amniontransplantaten in der Augenheilkunde ist gegenwärtig nicht bekannt. Er kann heute aber weitestgehend durch Lebendspenden gedeckt werden, da aus einer einzigen Plazentaspende um die 120 Amniontransplantate gewonnen werden. Derzeit werden bundesweit jährlich rund 3.000 Transplantationen durchgeführt.
Herzklappen: In Deutschland werden jährlich über 15.000 Herzklappentransplantationen durchgeführt. Dies schließt die Verpflanzung von mechanischen und biologischen Herzklappenprothesen ein. Der Anteil an Transplantationen humaner Herzklappen ist nicht bekannt. Indikationen für eine Transplantation sind Herzklappenfehler oder -erkrankungen mit schweren Herzfunktionsstörungen. Derzeit werden Spenderherzklappen überwiegend als Ersatz infizierter Klappenprothesen verwandt, häufig im Rahmen von Notfalloperationen. Darüber hinaus werden sie meist im Bereich kindlicher Herzklappenfehler eingesetzt.
Blutgefäße: Weltweit werden jährlich 50.000.000 Eingriffe an Blutgefäßen durchgeführt. Die Anzahl der Gefäßtransplantationen humanen Gewebe ist nicht bekannt. Ihr Bedarf steigt jedoch. In Deutschland werden schätzungsweise 500 Transplantate pro Jahr benötigt. Die Hauptindikation ist – wie bei den Herzklappen – der Einsatz infizierter Kunststoffprothesen im Bereich der Aorta und großen Körperarterien. Die Transplantation wird häufig als Notfalloperation durchgeführt.
Knochen: Knochentransplantationen stellen in Deutschland eine wesentliche Therapie in der Wirbelsäulenchirurgie und der Hüftendoprothetik dar. Mehr als 30.000 Transplantationen von Knochen und Bindegewebe werden jährlich durchgeführt. Der Bedarf kann weitestgehend gedeckt werden.
Haut: Die Anzahl der in Deutschland durchgeführten Hauttransplantationen ist nicht bekannt. Ihr Bedarf – vor allem bei Brandkatastrophen – ist jedoch immens und ist heute nicht gedeckt. Hauttransplantate werden nach schweren Verbrennungen, chronischen Geschwüren oder Operationen mit großem Hautverlust eingesetzt. Sie werden überwiegend als Übergangslösung zur kurzfristigen Abdeckungen großer Wunden verwendet, da sie ohne eine spezielle medikamentöse Behandlung des Patienten vom Körper wieder abgestoßen werden.

## Geschichte
Die Ursprünge der Gewebetransplantation gehen weit in das vergangene Jahrhundert zurück. Noch bevor an die Transplantation von Organen gedacht wurde, konnte bereits 1905 durch den österreichischen Augenarzt Eduard Zirm die erste menschliche Augenhornhaut erfolgreich transplantiert werden.

## Das Thema in der Öffentlichkeit
Obwohl jährlich schätzungsweise über 52.000 Gewebetransplantationen in Deutschland durchgeführt werden, wird das Thema Gewebespende in der Öffentlichkeit nur wenig wahrgenommen. Die Voraussetzungen und Möglichkeiten der Gewebespende sind in der Bevölkerung selbst zehn Jahre nach dem Inkrafttreten des Gewebegesetzes im Jahr 2007 nur wenig bekannt. Meist findet das Thema Erwähnung im Zusammenhang mit der Organspende und dem gemeinsamen sogenannten Organspendeausweis.